# Coreopsis maysillesii
Coreopsis maysillesii là một loài thực vật có hoa trong họ Cúc. Loài này được Sherff mô tả khoa học đầu tiên năm 1959.